# Małgorzata Ostrowska-Królikowska

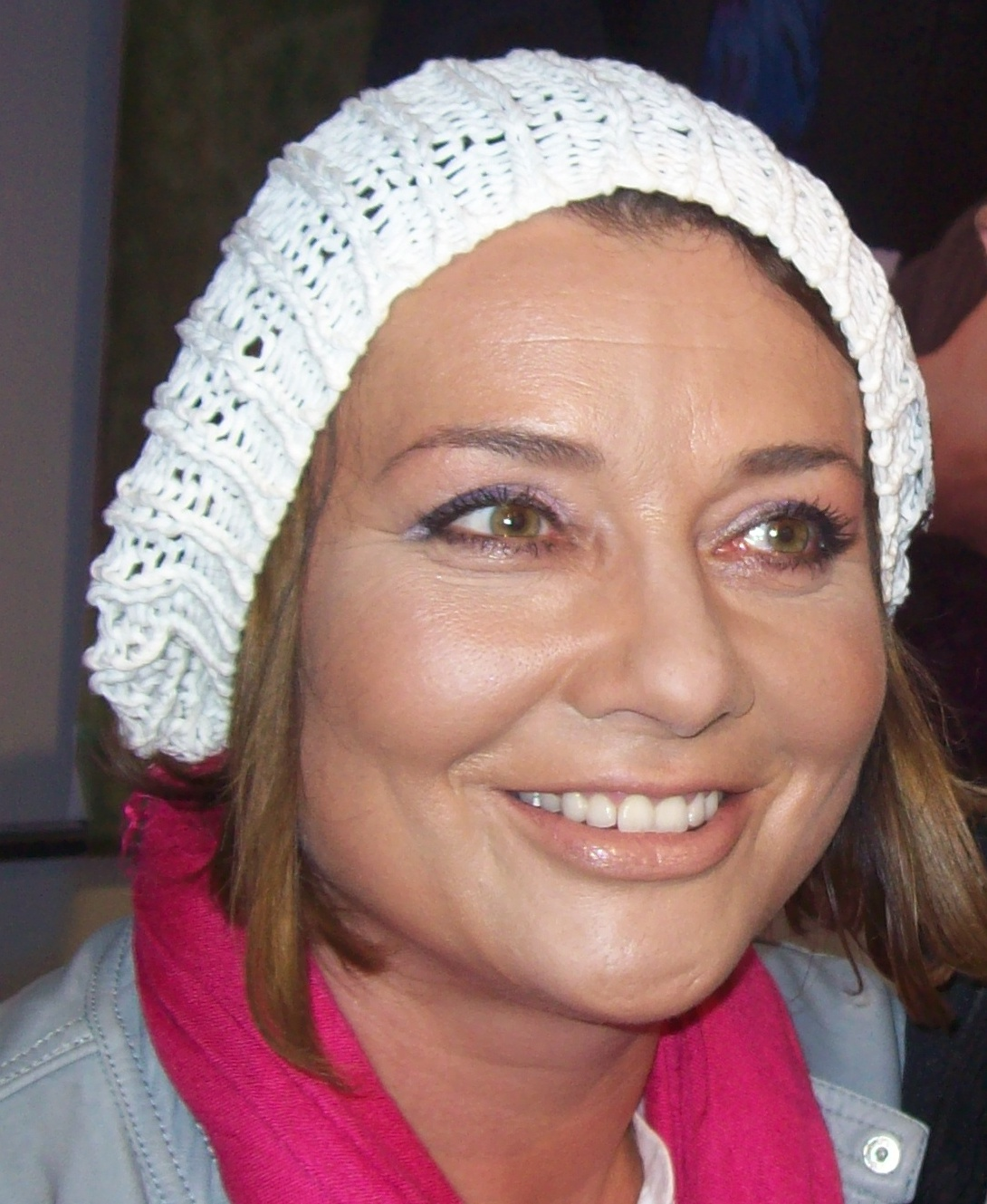
Małgorzata Ostrowska-Królikowska (2012)

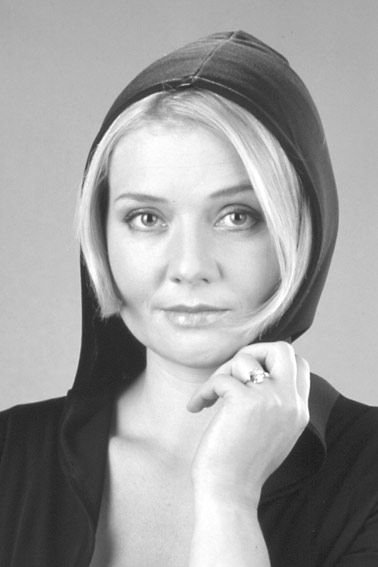
Małgorzata Ostrowska-Królikowska (2008)

Małgorzata Ostrowska-Królikowska  (* 22. Oktober 1964 in Opole Lubelskie) ist eine polnische Schauspielerin. Sie spielt seit 1997 die Rolle der Grazyna Malek-Lubicz in der ältesten polnischen Seifenoper Klan.
Sie ist mit dem Schauspieler Paweł Królikowski verheiratet. Das Paar hat zusammen fünf Kinder (Antek, Janek, Julia, Marcelina und Ksawery). Ihre Tochter Julia spielt auch ihre Filmtochter Kasia in der Serie Klan.

## Filmografie
- 1987: Zero zycia
- 1988: Rajski ptak
- 1991: In flagranti
- 1991: Rozmowy kontrolowane
- 1993: Czterdziestolatek. 20 lat później
- 1995: Bébé coup de foudre
- 1996: Sukces
- 1996: Wirus
- 1997: Polowanie
- 1997–heute: Klan
- 2006: Wszystko co chcielibyscie wiedziec o kapuscie, ale baliscie sie zapytac (Kurzfilm)
- 2010: Noc zycia (Kurzfilm)